# San Vicente, Jiménez
San Vicente är en ort i Mexiko.   Den ligger i kommunen Jiménez och delstaten Coahuila, i den norra delen av landet, 1 100 km norr om huvudstaden Mexico City. San Vicente ligger 319 meter över havet och antalet invånare är 153.
Terrängen runt San Vicente är platt. Runt San Vicente är det mycket glesbefolkat, med 3 invånare per kvadratkilometer. Närmaste större samhälle är La Muralla, 1,2 km nordväst om San Vicente. Trakten runt San Vicente består i huvudsak av gräsmarker.